# Jan Tokarski (językoznawca)
Jan Tokarski (ur. 24 marca 1909 w Ortelu Królewskim, zm. 16 stycznia 1982 w Warszawie) – polski językoznawca, profesor Uniwersytetu Warszawskiego i Wyższej Szkoły Pedagogicznej w Kielcach, współpracownik Witolda Doroszewskiego, autor i współautor publikacji z dziedziny fleksji, słowotwórstwa, dialektologii i metodyki nauczania gramatyki oraz słowników.
Doktoryzował się  w 1951 roku pod kierunkiem Witolda Doroszewskiego. Tytuł pracy doktorskiej to Gwara Serpelic. Jan Tokarski jest twórcą używanej w językoznawstwie i informatyce klasyfikacji polskiej fleksji (odmiany wyrazów).

## Wybrane publikacje
- Czasowniki polskie (1951)
- Gwara Serpelic. Fonetyka. Fleksja (1964)
- Gramatyka w szkole. Podstawowe zagadnienia metodyki (1966)
- Z pogranicza metodyki i językoznawstwa (1967)
- Fleksja polska (1973)
- Słownictwo (teoria wyrazu) (1971)
- Fleksja polska (1973)
- Traktat o ortografii polskiej (1979)
- Zarys leksykologii i leksykografii polskiej – wspólnie ze Stanisławem Kanią (1984)

Słowniki:
- Słownik wyrazów obcych – red. (1971)
- Schematyczny indeks a tergo polskich form wyrazowych – oprac. i red. Zygmunt Saloni (1993)